# Slåen
Slåen (Prunus spinosa) er en op til 3 meter høj busk, der i Danmark vokser i f.eks. skovbryn og klitter. Den ligner Mirabel, men har matte blade, årsskud og grentorne, der oftest er hårede. Desuden er de 10-15 mm store frugter mere eller mindre oprette, ikke hængende. Den meget bitre frugt ændrer smag efter at være påvirket af frost, hvorefter frugten er meget efterstræbt af fugle. Planten får alle blommetræernes sygdomme og skadedyr.
Slåen er værtsplante for guldhale.

## Beskrivelse
Slåen er en stor, løvfældende busk med en opret til opstigende, stiv vækstform. Den er meget tætgrenet med tynde kviste, der er tæt besat med lange grentorne. Barken er først filthåret og rødbrun. Senere bliver den glat og koksgrå. Gammel bark sprækker op. Knopperne er spredte, tiltrykte, spidse, små og gråbrune. Blomsterknopperne sidder i bittesmå knipper på dværgskud.
Bladene er elliptiske til smalt omvendt ægformede med savtakket rand. Oversiden er grågrøn og lidt rynket, men undersiden er lysegrøn. Høstfarven er gul. Blomstringen sker i april før løvspring, hvor de små hvide blomster sidder tæt på dværgskuddene. Frugten er kuglerund med blåsort skind og hvid dug. Frøene spirer villigt.
Rodnettet består af kraftige, dybtgående og vidtrækkende hovedrødder med mange højtliggende siderødder. Planten sætter mange rodskud, især efter hård beskæring.
Højde x bredde og årlig tilvækst: 3 x 3 m (20 x 20 cm/år).

## Voksested
Slåen danner skovbryn og krat på fugtig, næringsrig bund med højt kalkindhold både her og i resten af Europa, men den hører tilsyneladende hjemme i grænseområdet mellem skov og steppe.
I Danmark er den almindelig i Østjylland og på Øerne i skovbryn, krat, hegn, klitter og strandvolde. Den er derimod sjælden i Nord- og Vestjylland.

## Anvendelse
Slåen kan danne meget tæt krat og er derfor velegnet i skovbryn og læplantninger og som kantplante i vildtplantninger. Slåen er lyskrævende og tåler vind. Den sætter mange rodskud og tåler beskæring godt. Det meste frø er importeret og indeholder krydsninger med Kræge (Prunus domestica ssp. insititia).
Slåen kan anvendes til fremstilling af saft. Frederik 2. fik blandt andet brygget vin af slåen. Frugten er endvidere yderst velegnet til kryddersnaps. Fælles for alle anvendelser er, at det er en forudsætning at frugten har fået frost. I stedet for at vente på, at frosten sætter ind, er det muligt at kompensere ved at lægge de plukkede frugter kortvarigt i en dybfryser, inden de anvendes til deres videre formål.

## Billeder
- Slåenblomster
- Slåens vækstform
- Slåens danner kystnære krat
- Blomst af slåen i regnvejr
- Slåen, April 2012